# Centro histórico de Taxco
El Centro histórico de Taxco de Alarcón es la zona de monumentos históricos declarado por el Instituto Nacional de Antropología e Historia (INAH) como patrimonio de la nación el 19 de marzo de 1990, debido a la calidad de la platería, las construcciones coloniales y el paisaje circundante, además de que muchos de los edificios de Taxco son de estilo virreinal y datan de la época dorada, siendo el más representativo el Templo de Santa Prisca, una iglesia de más de 250 años de antigüedad, construida en el estilo barroco novohispano que es un icono de la localidad.
La gran explotación minera desarrollada en el lugar, en especial para la obtención de plata, consolidó a Taxco como uno de los núcleos mineros más significativos de los tiempos novohispanos, siendo el segundo centro minero más antiguo del continente después del Real de minas Zacualpan. Su tradicional trabajado de la plata es mundialmente reconocido.

## Descripción
Desde el año de 1973 se realizaron distintas propuestas para su reconocimiento como zona de monumentos histórica, siendo aceptada y oficializada hasta el año de 1990. Fue la segunda declarada durante la presidencia de Carlos Salinas de Gortari. La zona de monumentos históricos, está formada por 72 manzanas que comprenden 96 edificios con valor histórico, construidos entre los siglos XVII al XIX, el área de la zona es de 0.374 km².
La población de Taxco en 1900 era de 3874 habitantes, lo que debido al turismo creciente por la declaratoria, en 1990 se llegó a una población de 41 836 teniendo un crecimiento exponencial. El trazo de las calles situadas dentro de la zona de monumentos históricos tienen un alineamiento irregular, conservando la traza original, la población se asienta en las laderas de los cerros Atachi y Huisteco.
Los bienes muebles o inmuebles dentro de la zona de monumentos, son protegidos como patrimonio de la Nación, y están declarados como tales en el Registro Público de Monumentos y Zonas Arqueológicos del INAH, de acuerdo a la Ley Federal sobre Monumentos y Zonas Arqueológicos, Artísticos e Históricos de México.

## Declaratoria
La zona de monumentos históricos fue declarada considerando lo siguiente:

Los considerándonos que identifican a esta declaratoria pueden considerarse adecuados y se muestran brevemente a continuación:
- Plan nacional de desarrollo 1989-1994, señala el disfrute de los bienes culturales.
- La politica cultural del gobierno persigue conservar el acervo de todos los mexicanos.
- Fundada en 1528, con antecedentes prehispánicos de grupos nahuas.
- Una de las primeras zonas mineras, descubierta por Hernán Cortés.
- La principal actividad fue la explotación de minas, lo que determino su desarrollo urbano.
- Fue uno de los escenarios de la lucha por la Independencia de México.
- La población fue tomada en 1811 por José María Morelos.
- En 1821, Agustín de Iturbide se reunio con Vicente Guerrero, lo que resulto en el Plan de Iguala y el Abrazo de Acatempan.
- En 1863, Porfirio Díaz tomo la población durante el conflicto de la Segunda intervención francesa en México.
- Taxco es el lugar de nacimiento y residencia de Juan Ruiz de Alarcón.
- Lugar de nacimiento de Hernando Ruiz de Alarcón, que realizo un tratado de la cultura indígena.
- El trazo de la localidad es ejemplo de las ciudades mineras.
- Los edificios religiosos representan los diferentes periodos de la arquitectura mexicana.
- Cuenta con edificaciones civiles como la Casa Humboldt que alberga hoy en día el Museo de Arte Virreinal.
- Las características de la localidad son de gran valor para la historia social, política y artística de México.

Patrimonio cultural. Zona de monumentos históricos.

## Monumentos históricos

### Arquitectura religiosa
De los 96 edificios en los que se combinan diversas manifestaciones propias de cada etapa de la historia del país y de los cuales 10 fueron destinados en alguna época al culto religioso; entre ellos pueden señalarse:
| - Templo de Santa Prisca de Taxco. - Parroquia de Santa María de Guadalupe. - Templo de San Bernardino de Siena. - Capilla de la Santísima Trinidad. - Parroquia de la Preciosa Sangre de Cristo. | - Parroquia de Chavarrieta. - Templo del Señor de la Santa Veracruz. - Templo de San Nicolás Tolentino. - Parroquia de San Miguel Arcángel. - Templo del Señor Ojeda. |

Arquitectura religiosa de Taxco
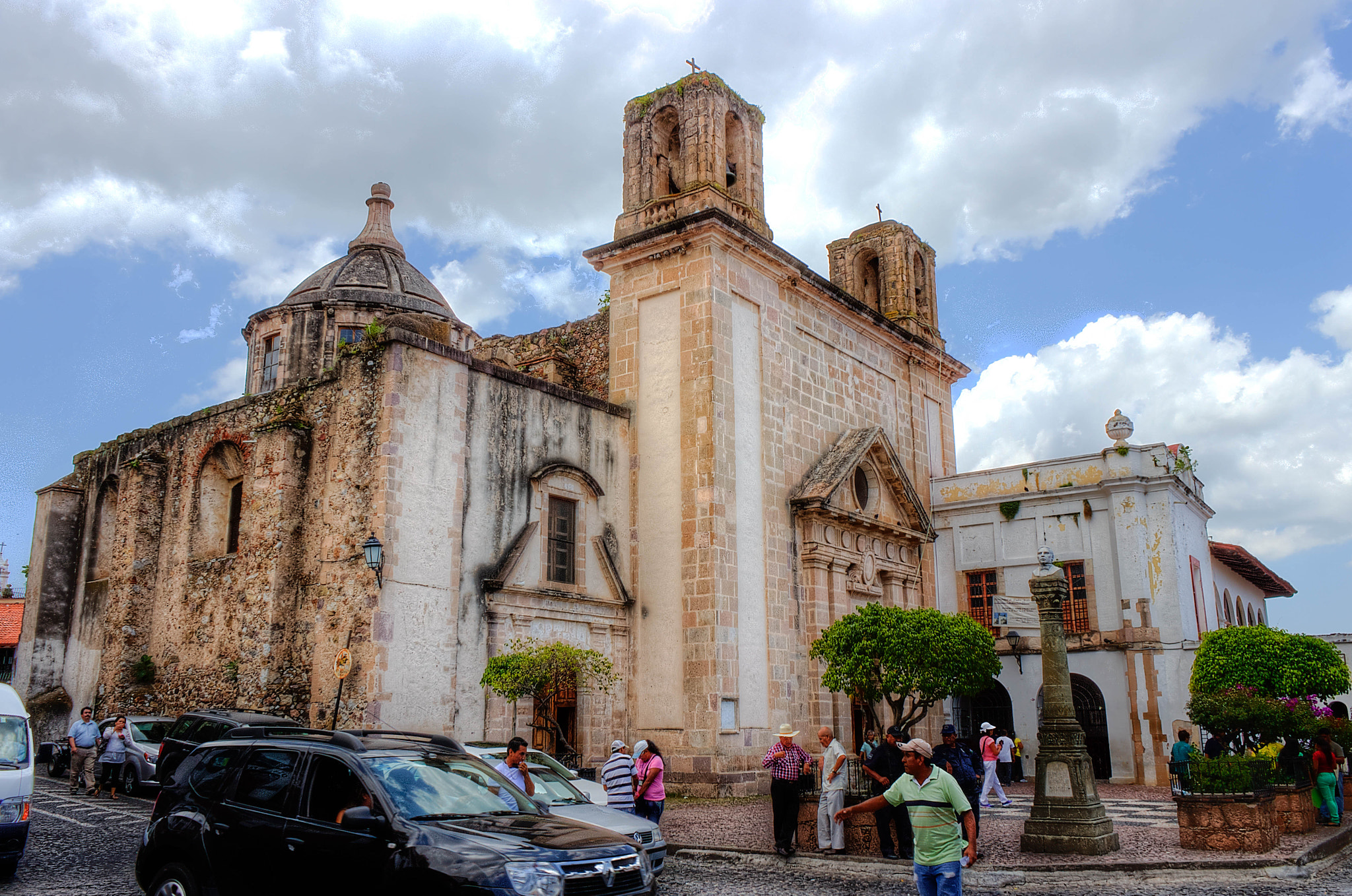
Templo de San Bernardino de Siena
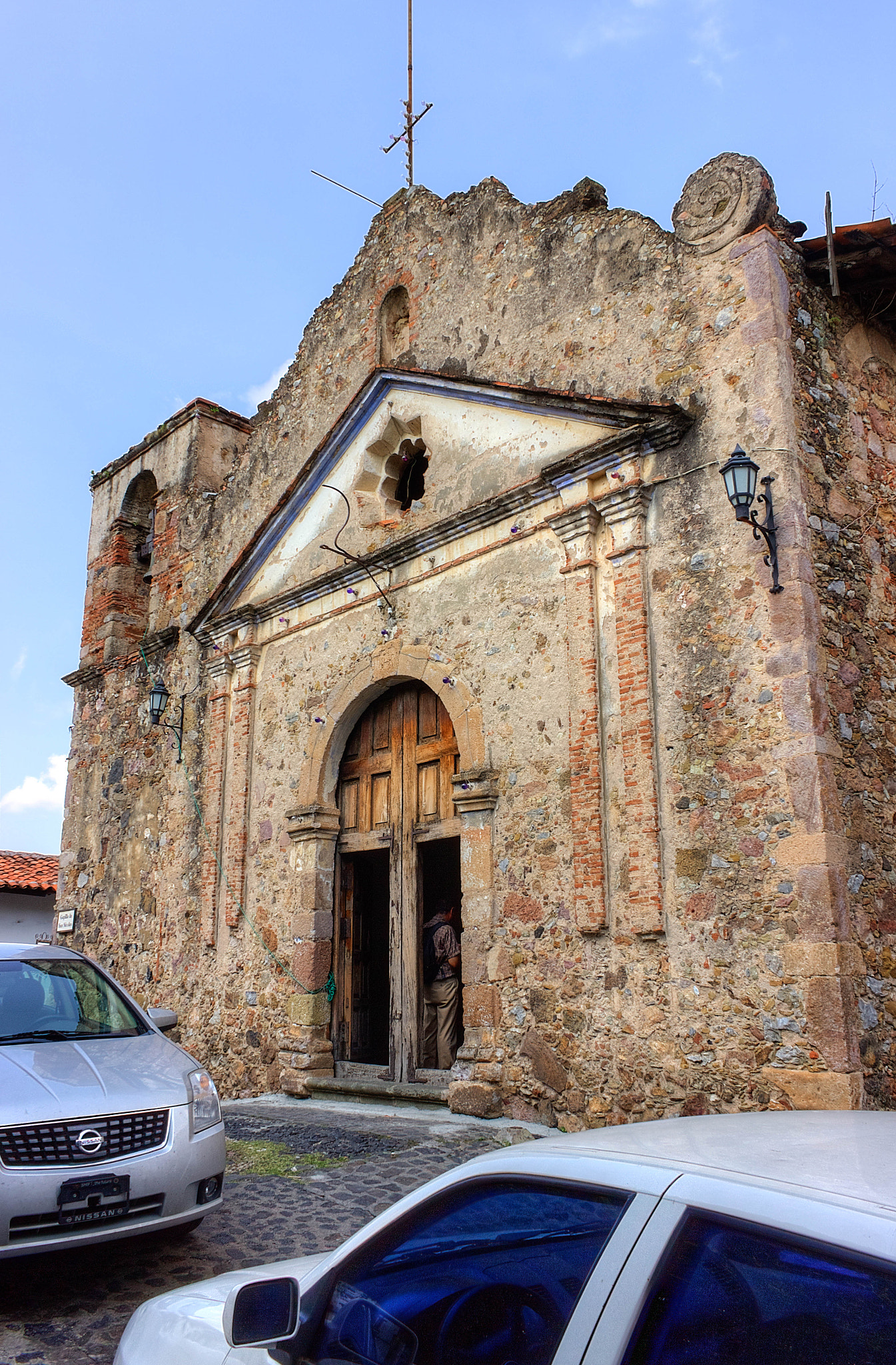
Templo de San Nicolas Tolentino
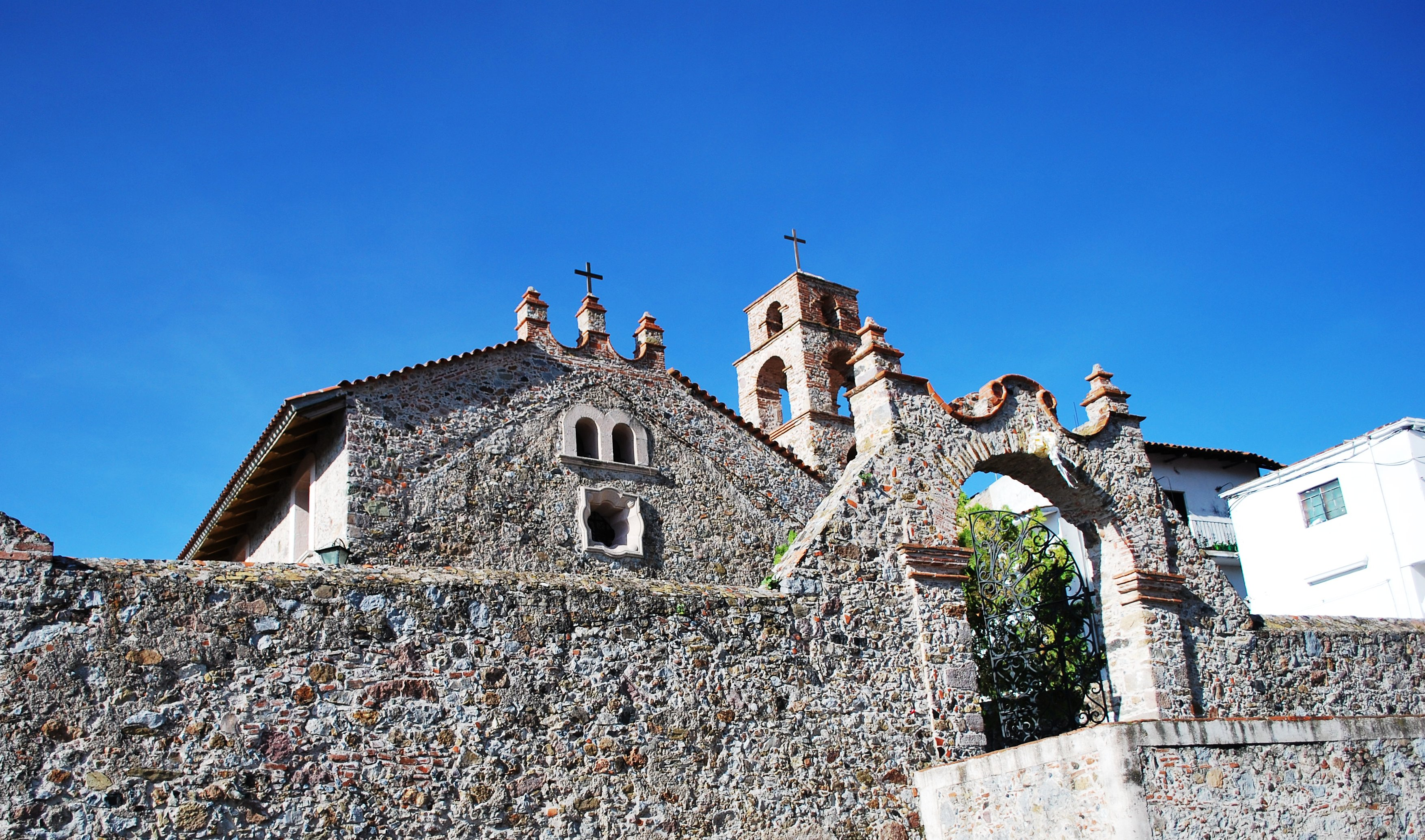
Capilla de la Santísima Trinidad
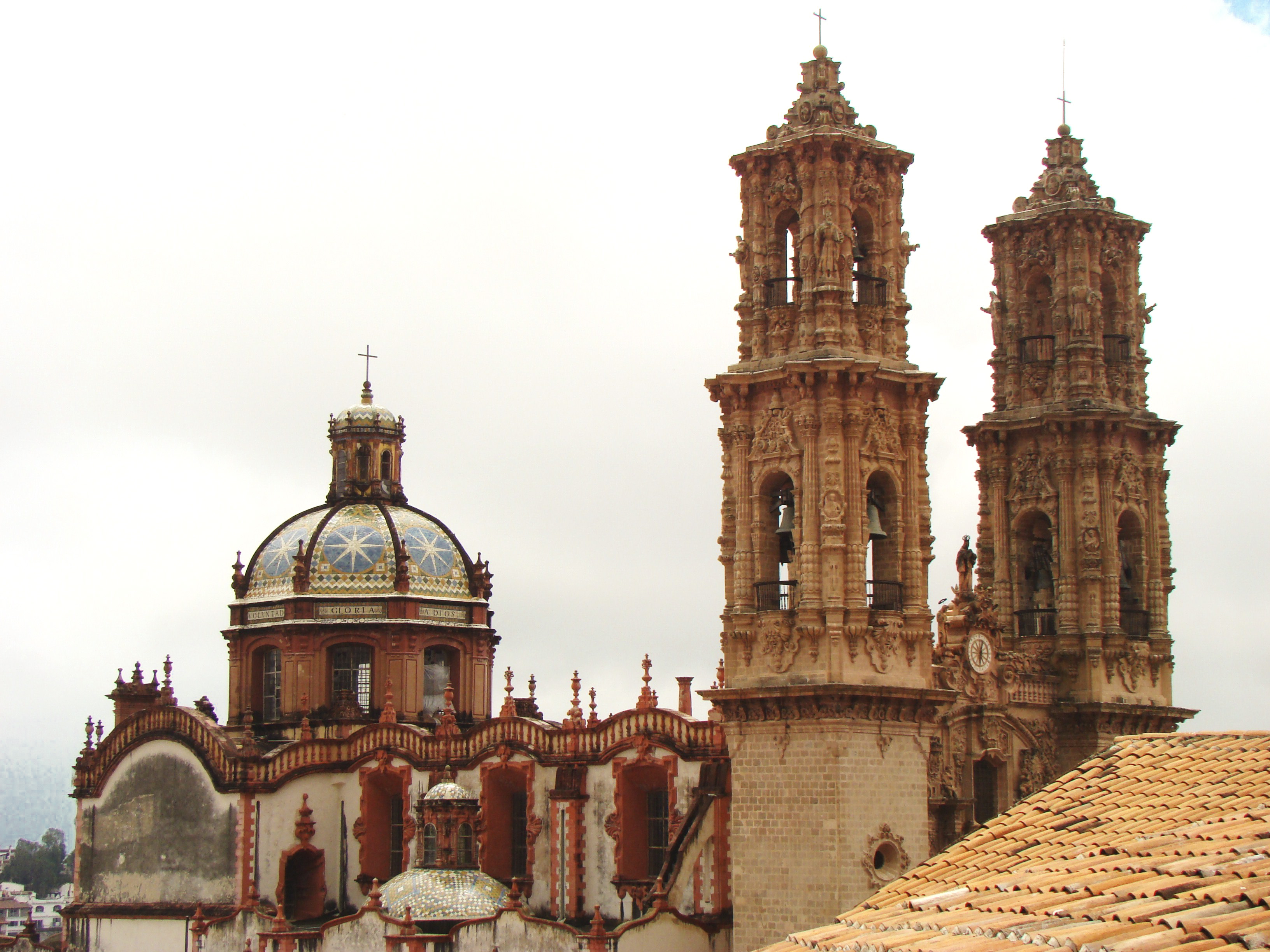
Templo de Santa Prisca de Taxco
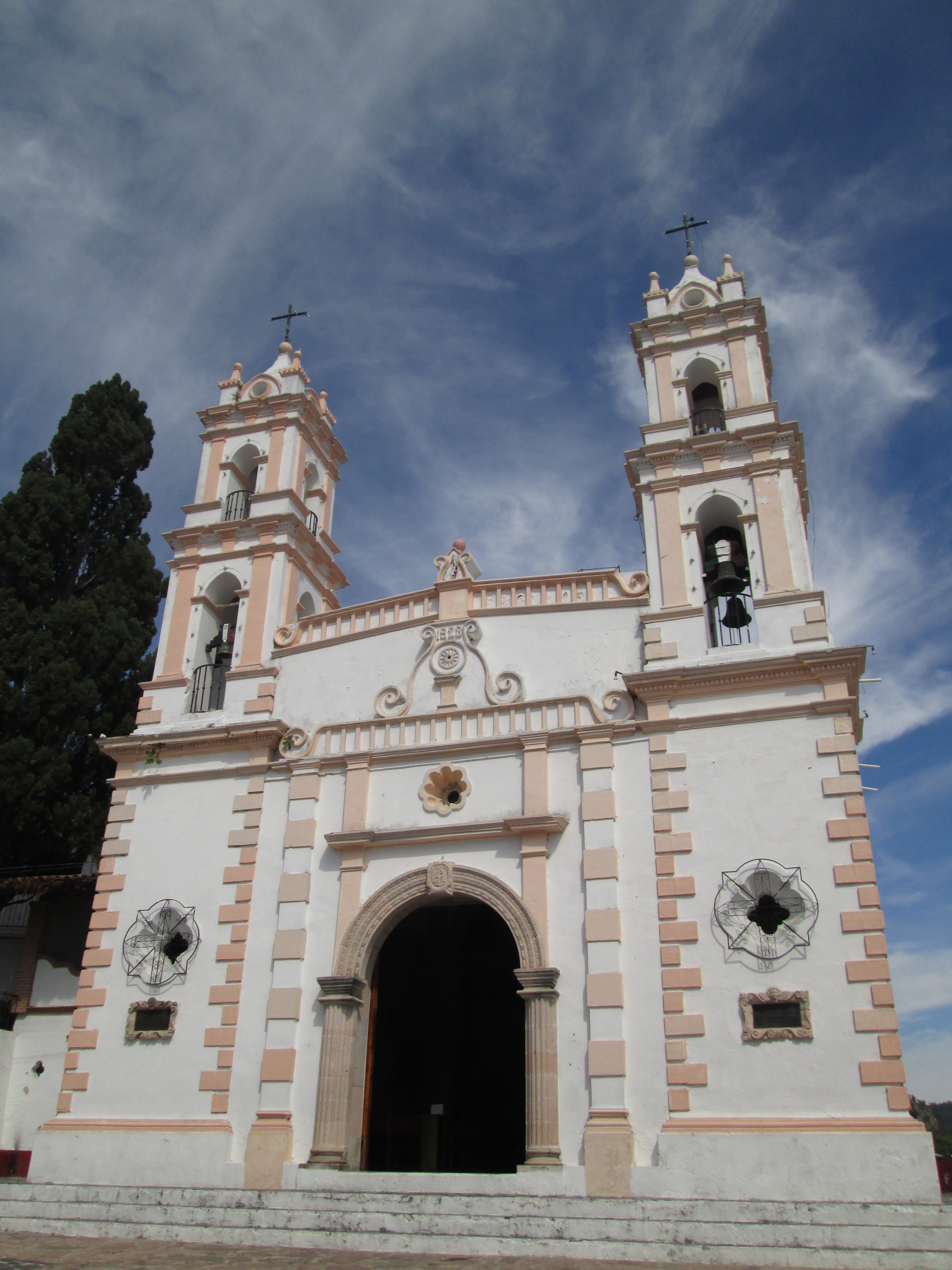
Parroquia de Chavarrieta

### Arquitectura civil
Entre las referidas edificaciones, otros inmuebles fueron destinados a fines educativos, servicios asistenciales y ornato público, así como para el uso de autoridades civiles y militares; entre los más importantes pueden señalarse: 
| - Museo de Arte Virreinal. - Casa Borda. - La Hacienda del Chorrillo. - Ex-Palacio Municipal. - Casa Grande. - Casa de las Lágrimas o Casa Figueroa - Museo de la Platería - Museo de Antropología | - Casa Habitación. - Casa Habitación, Comercio. - Casa de la Ex-Aduana. - Colegio Centro Cultura y Acción. - Centro de Cultura de Taxco. - Lavaderos Públicos del siglo XVIII. - las fuentes ubicadas en calle Benito Juárez. |

Arquitectura civil de Taxco
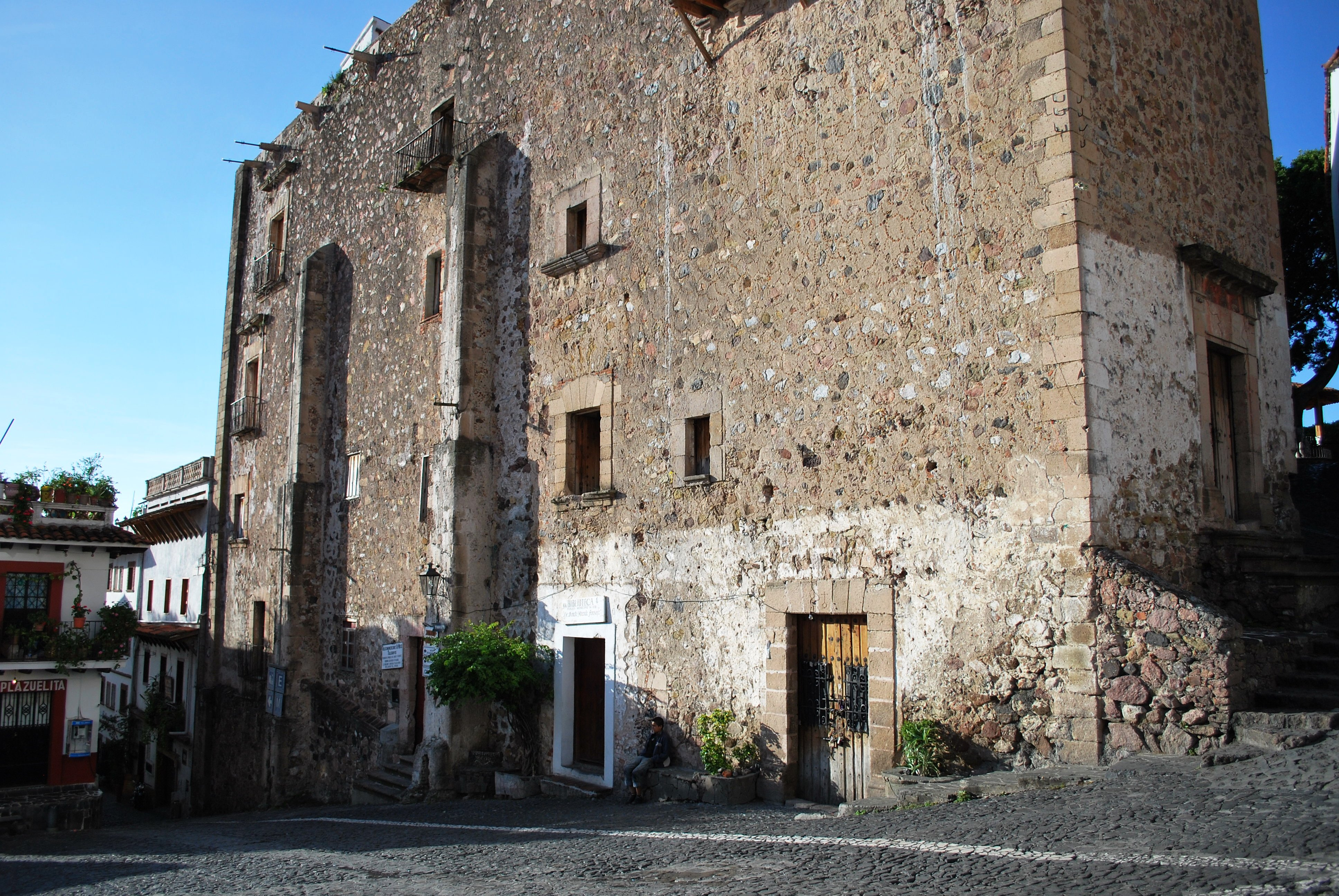
Casa Borda
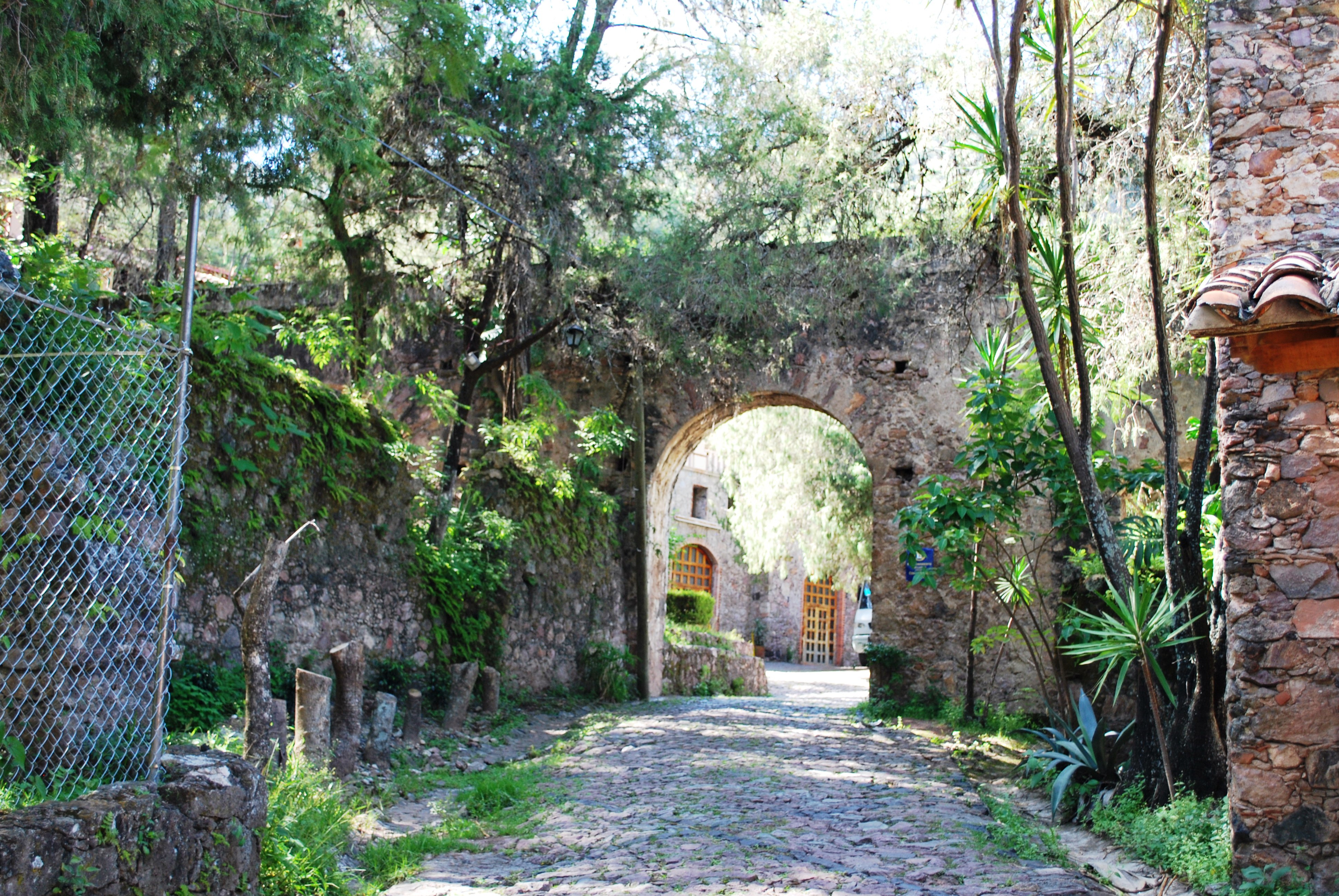
La Hacienda del Chorrillo
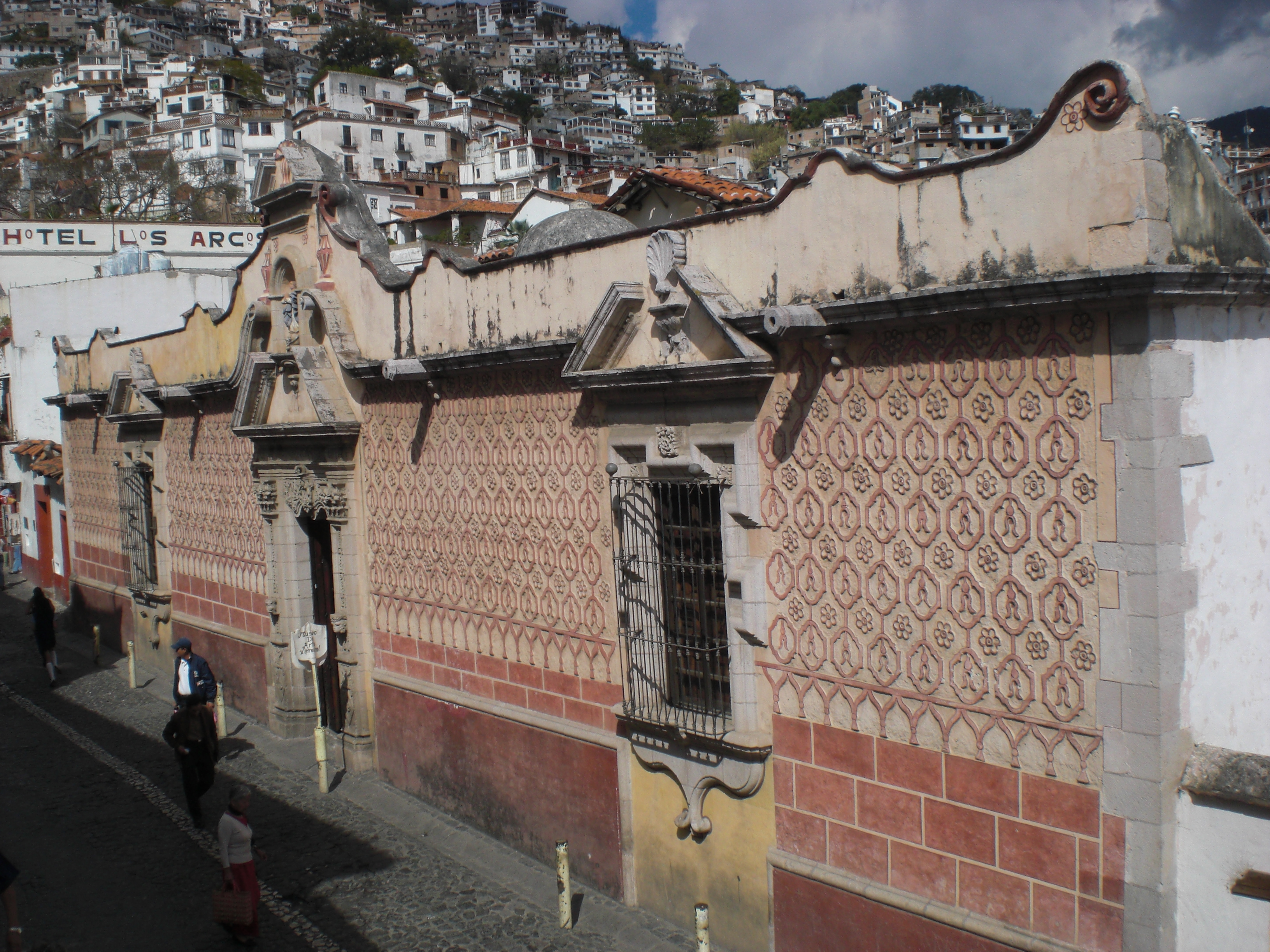
Museo de Arte Virreinal
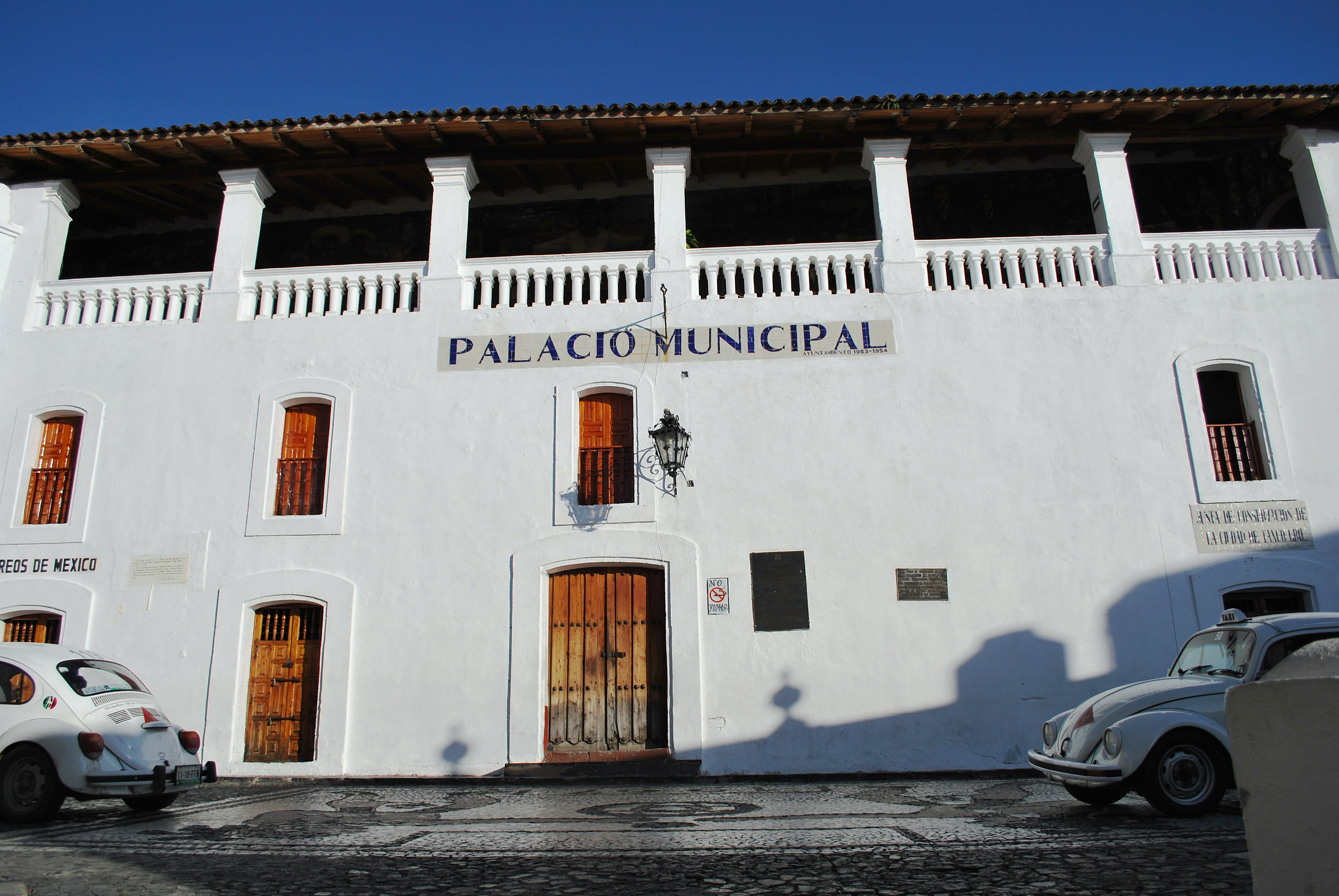
Ex-Palacio Municipal

### Plazas y monumentos
| - Plaza Borda. - Parque Guerrero. - Cristo de Taxco. - Plaza de Guadalupe. - Plaza de San Juan. - Plaza Progreso. | - Plazuela de San Nicolás. - Plaza minero. - Monumento al minero. - Esculturas de penitentes en reconocimiento de las tradiciones populares - Escultura a Joaquín Rodrigo. - Escultura de Juan Ruiz De Alarcón. |

Plazas y monumentos de Taxco
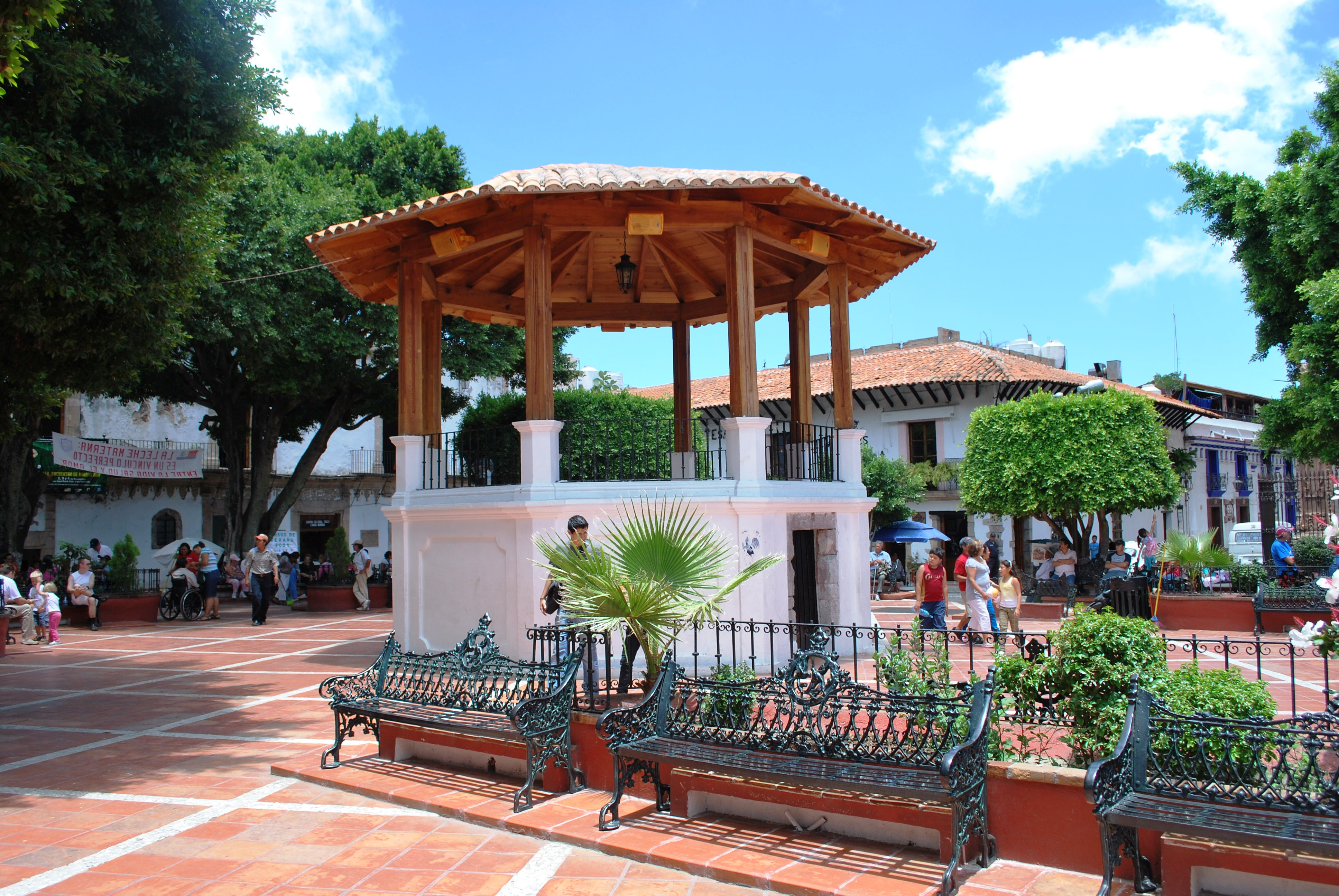
Plaza Borda
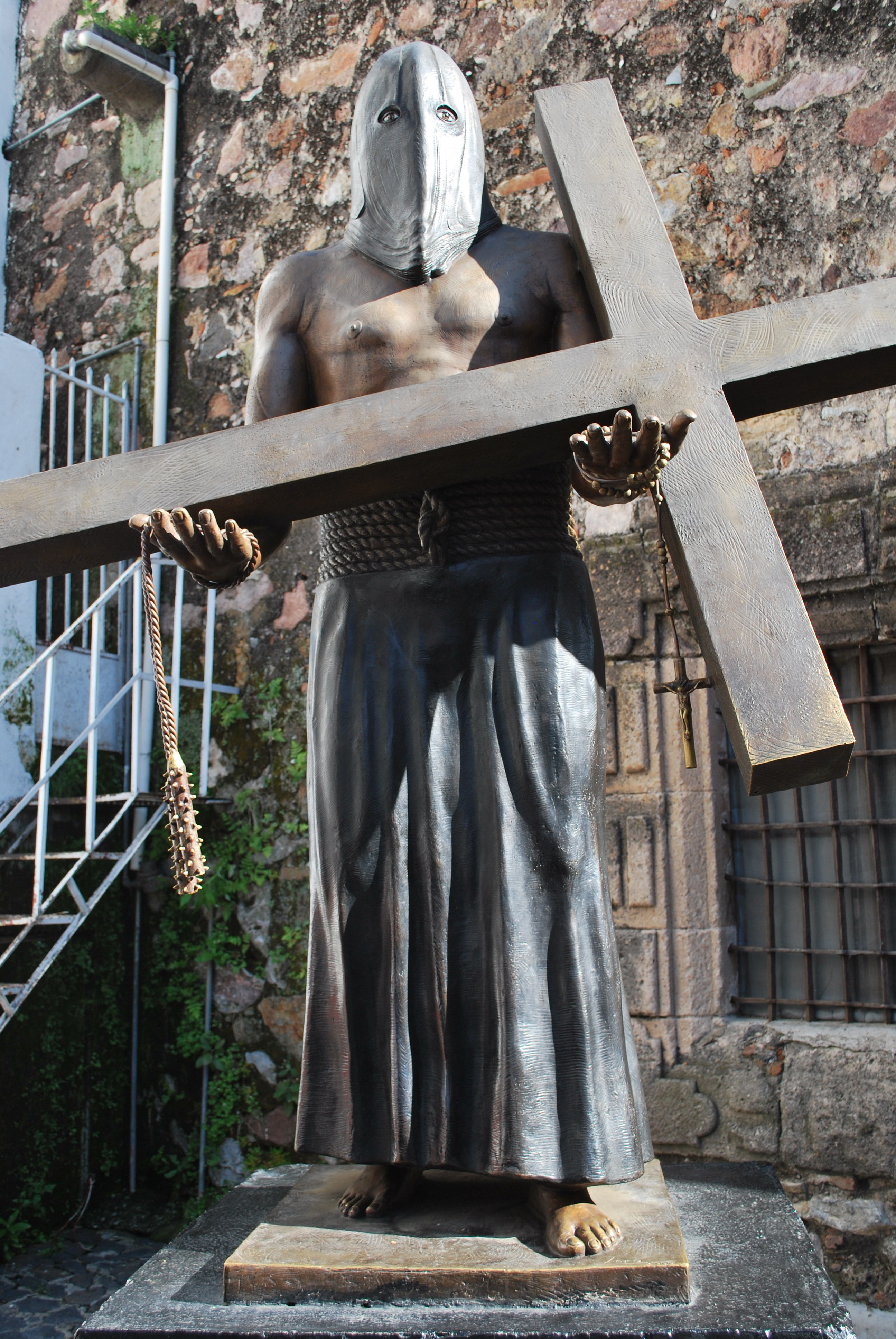
Esculturas de penitentes
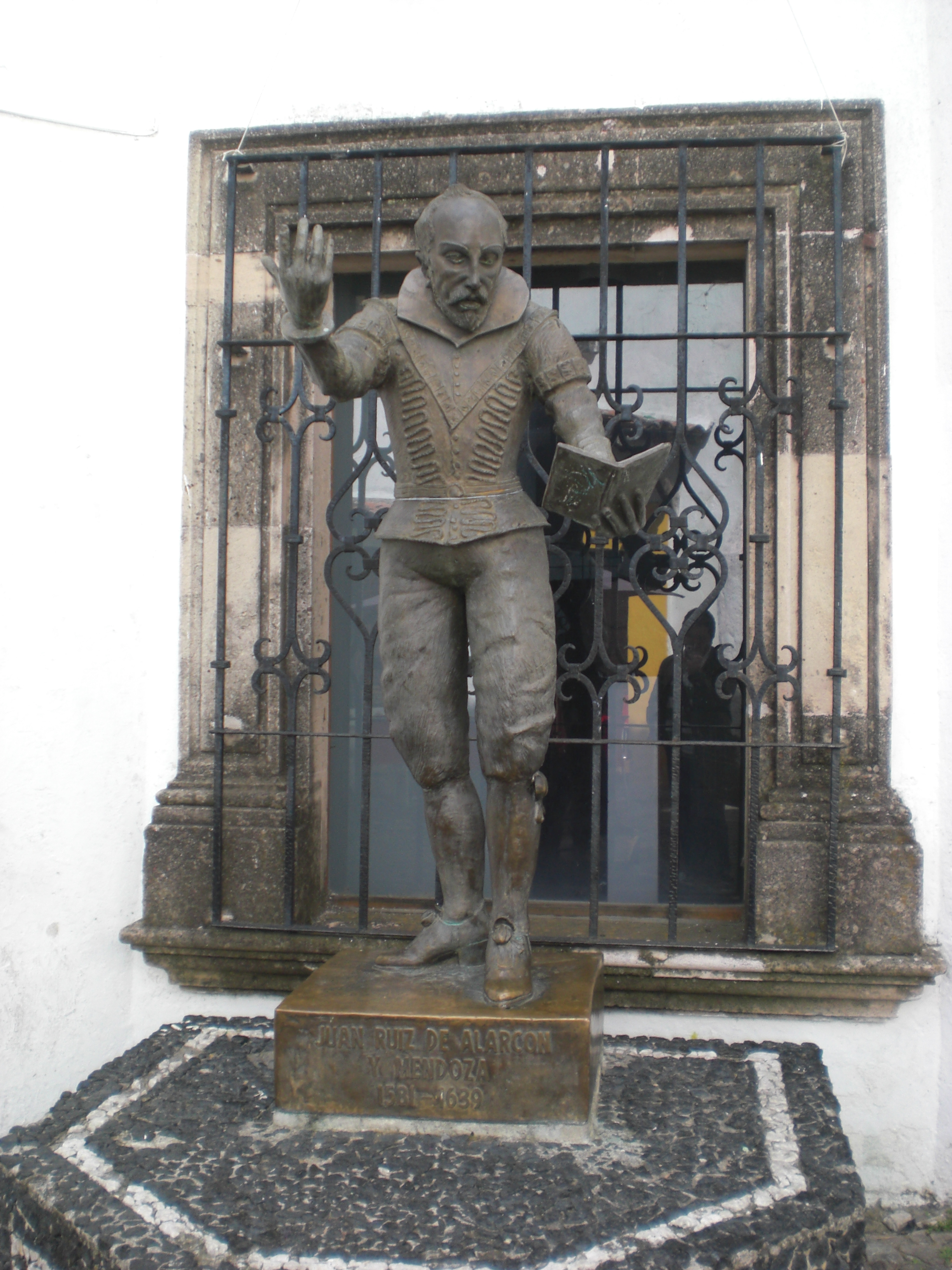
Escultura de Juan Ruiz De Alarcón
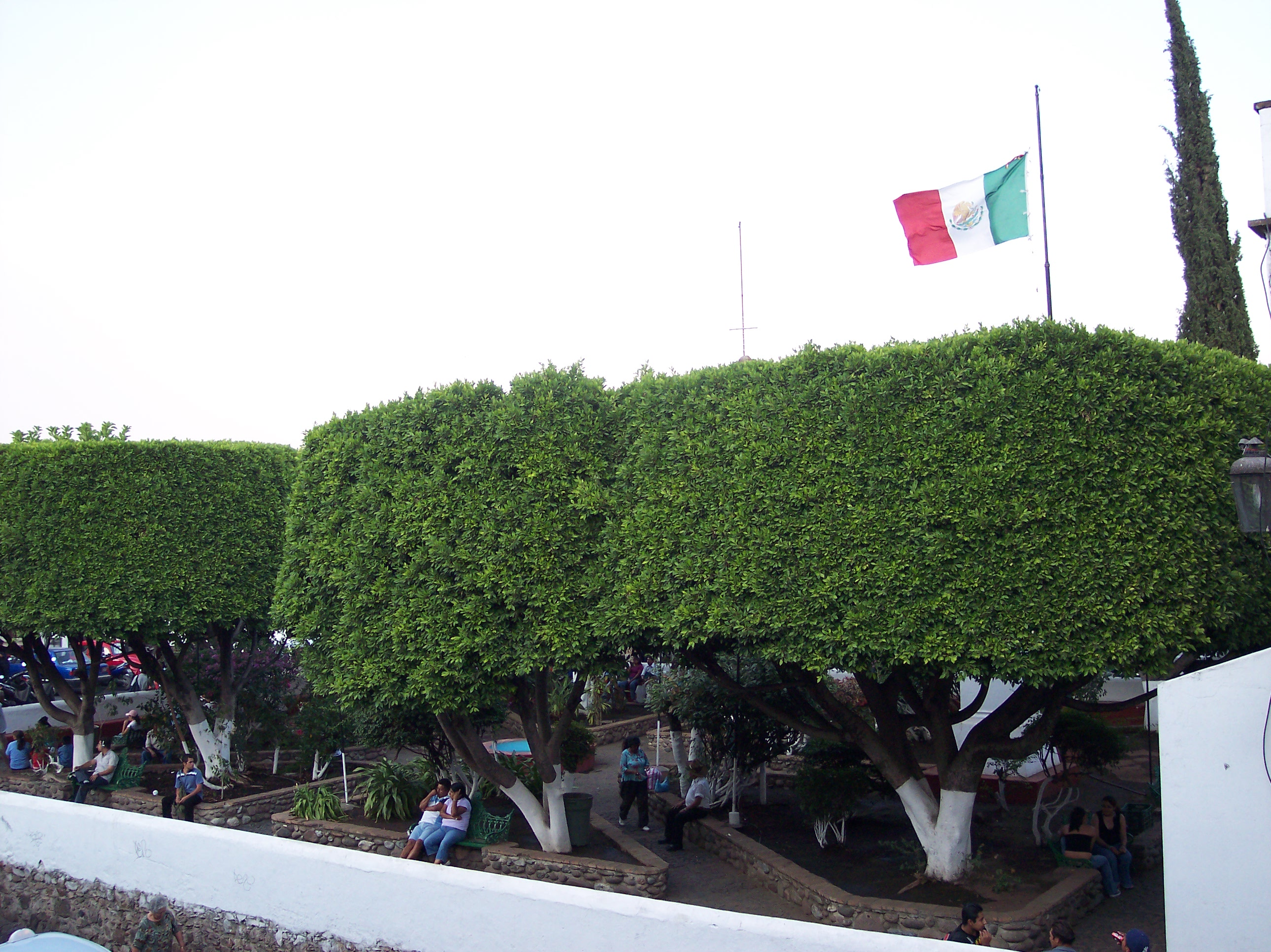
Parque Guerrero
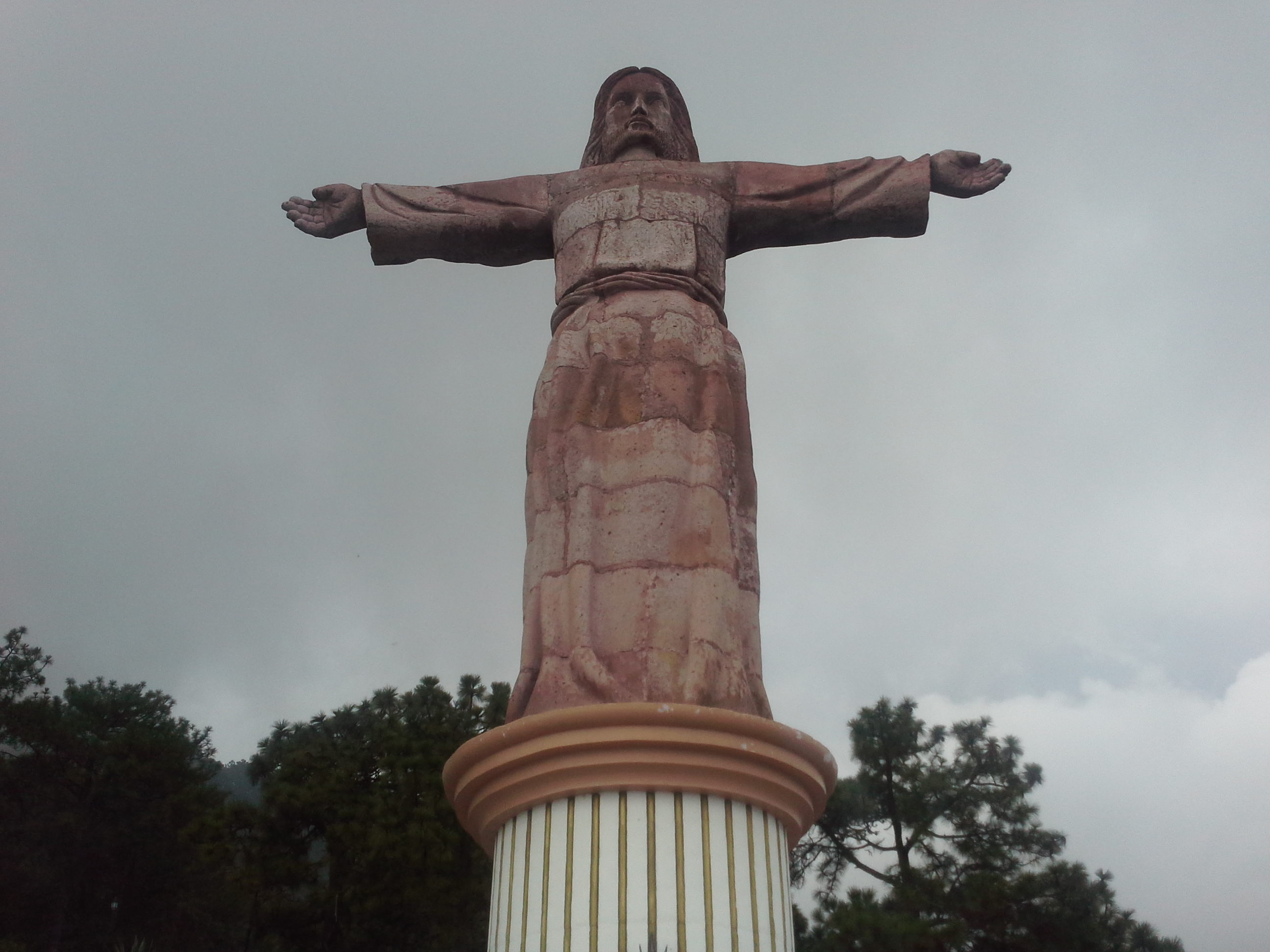
Cristo de Taxco